# تیدور
تیدور (اندونزیایی: Kota Tidore Kepulauan) یک شهر، جزیره، و مجمع الجزایر در جزایر ملوک در شرق اندونزی، در غرب جزیره بزرگتر هالماهرا است. بخشی از شمال استان ملوک شمالی، این شهر شامل جزیره تیدور (با سه جزیره دورافتاده کوچکتر) به همراه بخش بزرگی از جزیره هالماهرا در شرق آن است.